# Реджеон
Реджеон — виртуальная квазичастица, используемая для описания взаимодействия адронов методом полюсов Редже при помощи диаграмм Фейнмана. Её спин зависит от квадрата переданного четырёхимпульса во время описываемого взаимодействия.
Процессы рассеяния элементарных частиц под влиянием электромагнитного и сильного взаимодействий с малым значением переданного импульса удобно рассматривать в рамках модели одночастичного обмена. Она предполагает, что всю совокупность процессов взаимодействия элементарных частиц при рассеянии можно c достаточной точностью описать в виде обмена между ними одной виртуальной частицей. В случае электромагнитного взаимодействия (например, при рассеянии электрона на протоне) этой частицей будет виртуальный фотон. В случае сильного взаимодействия (например, рассеяние нуклона на нуклоне) это виртуальный пион. Реджеоном называется воображаемая частица с комплексным угловым моментом, рассматриваемая в рамках модели одночастичного обмена в теории Редже.